# Cape Canaveral Air Force Station 34. indítóállás
A 34. indítóállás (angolul Launch Complex 34, vagy LC-34) a Cape Canaveral Air Force Station egyik rakéta indítóhelye volt 1961 és 1968 között, amikor a Saturn rakétacsalád kisebb méretű tagjainak, a Saturn I és a Saturn IB rakétáknak az indítását végezték innen (és párhuzamosan a hasonló céllal épült 37. indítóállásból) az Apollo-program keretében. Összesen 8 starthoz - amelyek közül 7 volt sikeres, egy pedig startbalesettel járt - végeztek el rajta, amelyek közül a legemlékezetesebb volt az Apollo–1-nek a három űrhajós, Gus Grissom, Ed White és Roger Chaffee halálával végződő balesete, amelyet "A Tűz" néven emlegettek NASA szerte. Emellett további emlékezetes start volt még az Apollo–7-é, amely a holdprogram legelső, emberekkel végzett startja volt 1968. október 11-én.
Az Apollo–7 után a NASA váltott a Saturn V használatára, amely rakéta azonban már másik, a rakéta méreteihez és teljesítményéhez igazodó indítóállást tett szükségessé, így a startok átköltöztek a 39. indítóállásba, amely már nem is a katonai tulajdonban levő légibázis szigetén, hanem a Merritt-szigeten, a NASA kizárólagos tulajdonában volt. Az LC–34 ettől kezdve inaktív lett, majd nem is használták soha többé.

## Története

### Építése
Az indítóállás története szorosan kapcsolódik a Saturn rakétacsalád fejlesztéseihez. Először a hadsereg ABMA (Army Ballistic Missile Agency- A Hadsereg Ballisztikus Rakéta Ügynöksége) által gondozott terveiben öltött testet a Juno V nevű eszköz, amellyel atomtöltetek célba juttatását kívánták megvalósítani. A rakéta tervezési folyamatának elindítását követően 1959-ben írták ki a pályázatot egy új, a jövőbeli rakéta felbocsátásához szükséges indítóállára, amelynek győztesét 1959. június 3-án hirdették ki. Ezek alapján az építési munkálatok 1959. június 8-án el is kezdődtek. 1959-ben még annyi változás állt be, hogy a rakéta nevét Juno V-ről Saturn I-re módosították.
A létesítmény egy indítópadból, egy ellátótoronyból, egy mobil indítótoronyból, az üzemanyagellátórendszer létesítményeiből és egy ún. blokkházból (bunkerből) tevődött össze. Elsőként a bunker lett kész, annak 1960. augusztus 11-i műszaki átvételekor. Ez az épület egy megerősített beton építmény volt, amely a szolgálatból kivont LC–20 indítóállásnál alkalmazott ugyanilyen mintájára készült és a startok során 130 embert, illetve a start lebonyolításához szükséges eszközöket volt képes magába fogadni (kvázi ez szolgált kilövés-irányító központként). Az ablaktalan épületből periszkópokon keresztül lehetett vizuálisan nyomon követni a startot. 1961 februárjára elkészült az indítópad is, amelyhez két acél lángterelő is tartozott, amelyeket síneken lehetett bejuttatni a szerkezet alá, hogy a startoló rakéta által kibocsátott lángot két oldalra terelje (és így a nyomás nehogy beszoruljon a rakéta alá, kért téve a szerkezetben). Az indítópad egy óriási beton „hokedlihez” hasonlított, amelynek tetején egy kör alakú nyílás engedett utat a rakétából kilépő lángcsóvának. 1961. március 26-án a mobil indítótorony is elkészült és megtette a mozgatásához szánt síneken első útját az indítópad és a visszavonására készített parkolóállása közötti utat. A torony egy hatalmas acél rácsszerkezet volt, amely 2800 tonnát nyomott, 93 méter magas volt és róla készíthették fel a rakétát az indulásra. 1961. június 5-én a NASA hivatalosan is átvette a létesítményt, amely addigra megkapta teljes kiépítését. Készen álltak a létesítmények, beszerelésre került egy 568 000literes cseppfolyós oxigén tartály, két, egyenként 136 000 literes kerozin tartály az RP–1 üzemanyagnak, valamint egy szintén 568 000 literes tartály a cseppfolyós hidrogénnek.
1961 októberében megtörtént az első rakéta startja, ám a terület gazdája, az Egyesült Államok hadseregének rigorózus mérnökei csak 1962 januárjában vették át véglegesen a kivitelezőtől a létesítményt.
1962. január 23-án újabb esemény történt, a rakétafejlesztésekkel lépést tartandó, a Saturn I-ről a Saturn IB-re való áttérés miatt át kellett alakítani az ellátótornyot.

### Saturn I indítások
Az indítóállás első használatára 1961. október 27-én került sor, amikor az első Saturn I rakéta első tesztjét végezték el az SA–1 repülés keretében. Ezúttal mindössze a rakéta első, S–I fokozata volt repképes, a második, S–IV jelű fokozat és az Apollo űrhajó helyét csak egy mérethű héj foglalta el. A rakéta a sikeres start után szuborbitális pályán repülve az Atlanti-óceánba zuhant. Ezt követően a rakéta tesztsorozatának következő három indítása is az LC–34-ről történt: az SA–2-é 1962. április 25-én, az SA–3-é 1962. november 16-án, végóül az SA–4-é 1963. március 26-án. Ezt követően a további hat Saturn I indítást áthelyezték az időközben szintén elkészült LC–37-re.

### Saturn IB indítások
A NASA kísérletsorozata egy idő után áttért a Saturn rakétacsalád újabb tagjára, a Saturn IB-re, amely egyben az indítóállással szemben is új követelményeket állított, ezért az LC–34-en nagyobb átalakítás ment végbe az új rakéta üzemeltetéséhez. Ennek keretében új rögzítési pontokat építettek, amelyekkel az ellátótornyot lehetett jobban rögzíteni, a Floridában nem szokatlan erős szelek idején. Az ellátótorony támkarjait is újragondolták, hogy azok illeszkedjenek az immár még magasabb magas rakétához és 67 méter magasan, a legfelső támkarra egy ún. fehér szobát, azaz egy helyiséget építettek, amely megkönnyítette a beszállást a rakéta tetején levő parancsnoki egységbe.
1966 februárjától következhettek a Saturn IB startjai, előbb az AS–201 1966. február 26-án, majd az AS–202 1966. augusztus 25-én, amelyek az Apollo űrhajó ember nélküli tesztjei voltak. Ezt követte volna az árhajó emberekkel való repülése és kipróbálása, amelyre az AS–204 jelű repüléssel készülődött Gus Grissom, Ed White és Roger Chaffee. A startot megelőző tesztek során azonban az űrhajóban tűz ütött ki, megölve a három űrhajóst (és ennek nyomán tiszteletből „keresztelték át” a repülést Apollo–1-re. A tragédiát követően a repüléseket hosszú időre leállították és a tűz tapasztalatait figyelembe véve további átalakításokat eszközöltek az indítóálláson. Egyrészt tűzoltó berendezéseket szereltek fel az indítóállás felső szintjén, másrészt felszereltek egy drótköteles lesikló rendszert, amellyel az űrhajósok menekülhettek volna távolra egy esetlegesen bekövetkező vészhelyzet esetén.
Az első ember vezette Apollo repülésre, az Apollo–7-tel került sor 1968. október 11-én, amely egyben az LC–34 utolsókénti alkalmazása volt. Később a NASA fontolgatta mind az LC–34, mind az LC–37 reaktiválását az Apollo Application Programhoz – amelyből később a Skylab-program nőtt ki –, ám helyette az LC–39B-t alakították át a Saturn IB-k indítására.

## Felhasználása emlékműként
Az Apollo–7 felszállása után nem sokkal, 1969. január 1-jén az indítóállást kivonták a szolgálatból. Ezt követően 1971 novemberében a használható részeit leszerelték, majd 1972 áprilisában a fémszerkezeteket elbontották. Egyedüliként a beton indítóasztal maradt meg eredeti formájában, amelyet aztán az Apollo–1 hősi halált halt emlékének dedikálva emlékműként használtak tovább, egy emléktáblát helyezve el rajta:
34-es indítóállás
1967. január 27. Péntek
18:31
Az Apollo–1 legénységének örökké élő emlékére
Az USAF alezredese, Virgil I. Grissom
Az USAF alezredese, Edward H. White II
Az USN őrnagya, Roger B. Chaffee
Életüket adták az országuk szolgálata közben, az emberiség előtt álló végső határok felfedezése során. Emlékezzünk rájuk nemcsak a haláluk miatt, hanem azokért az ideákért, amelyekért éltek.
Kicsit később egy másik plakettet is elhelyeztek (amely később az Armageddon c. filmben is feltűnt)
Azok emlékére
akik a végső áldozatot is meghozták,
hogy mások elérhessenek a csillagokba
AD ASTRA PER ASPERA
(Rögös út vezet a csillagokba)
Isten segítse az Apollo–1 legénységét.
Az emlékmű beton szerkezetére felkerült egy stencil felirat - „Abandon in place” (kb.: Úgy hagytuk, ahogy volt) –, amellyel a látogatók számára jelzik, hogy az indítóállást abban az eredeti állapotában hagyták meg, amelyben az a használatát követően került. Később még az emlékmű kiegészült egy kék űrhajós pavilonnal, illetve három gránit paddal - utóbbiakra Grissom, White és Chaffee nevét vésték - megszemélyesítve és az Apollo–1 űrhajósainak dedikálva a helyet.

## Rakétaindítások az LC–34-ről
A 34-es indítóállás teljes rakétaindítási története:

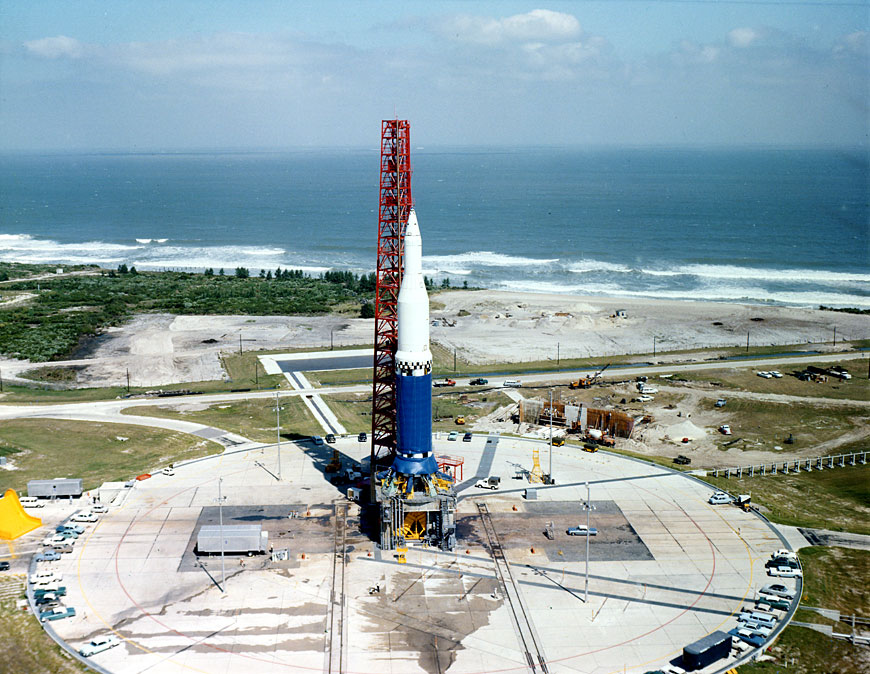
Saturn I start az SA-3 epülés kezdetekor a 34-es indítóállásból

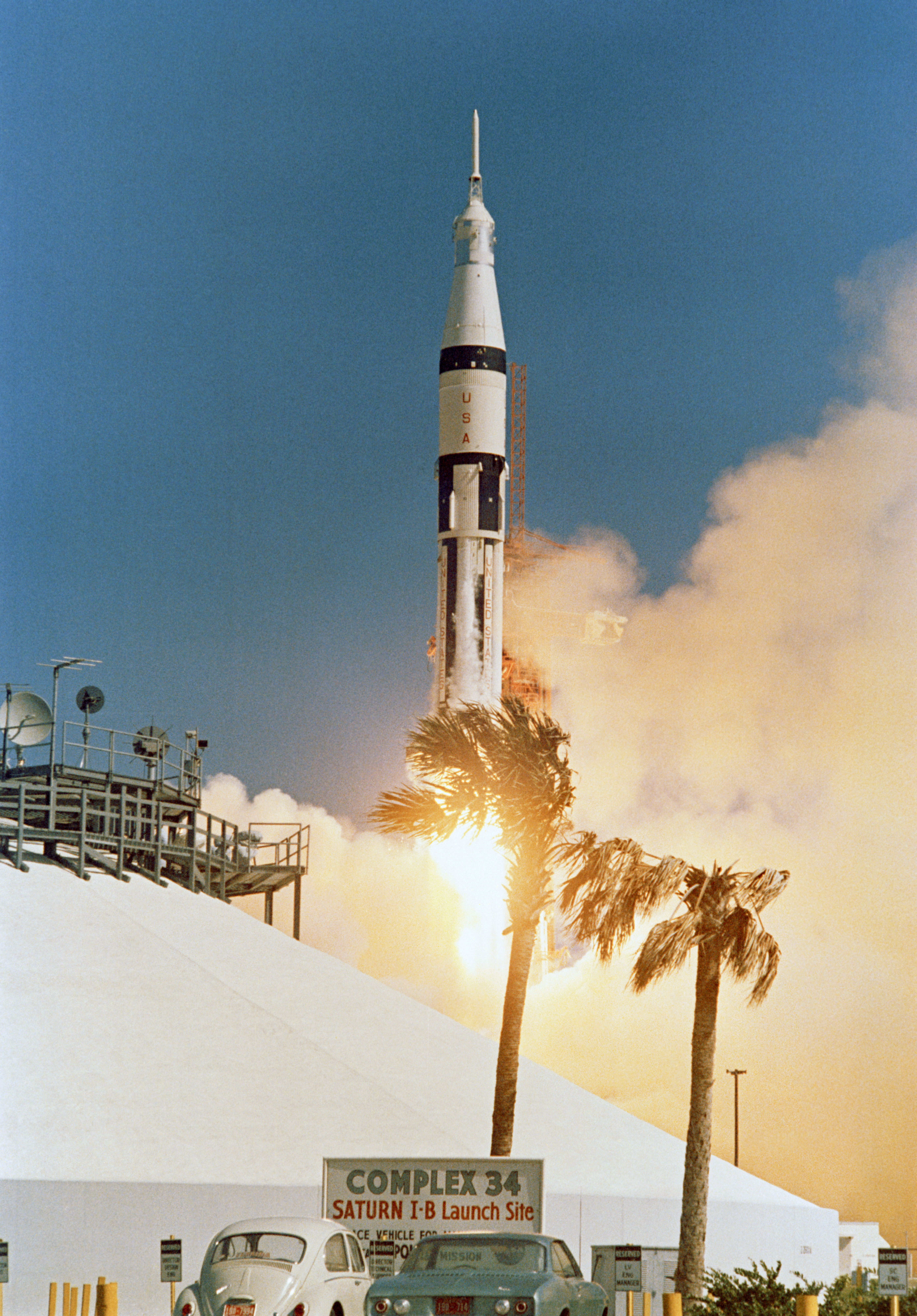
Az Apollo–7 indítása a "blokkház" mögül fényképezve

| Dátum                        | Időpont (UTC) | Hordozórakéta | Repülés  | Hasznos teher                                                  | Megjegyzés |
| ---------------------------- | ------------- | ------------- | -------- | -------------------------------------------------------------- | --- |
| 1961. október 27.            | 15:06         | Saturn I      | SA-1     | (nem volt)                                                     | Az LC-34 első használata és a Saturn I első repülése |
| 1962. április 25.            | 14:00         | Saturn I      | SA-2     | Highwater                                                      | A megfelelő magasságba juttatott rakétát önmegsemmisítő rendszer robbantotta fel, hogy a ballasztként magával vitt víz légkörben való szétterülésével mérni lehessen a kommunikációra gyakorolt hatást. |
| 1962. november 16.           | 17:45         | Saturn I      | SA-3     | Highwater                                                      | A megfelelő magasságba juttatott rakétát önmegsemmisítő rendszer robbantotta fel, hogy a ballasztként magával vitt víz légkörben való szétterülésével mérni lehessen a kommunikációra gyakorolt hatást. |
| 1963. március 28.            | 20:11         | Saturn I      | SA-4     | (nem volt)                                                     | Mérethű, de üres második fokozat |
| 1966. február 26.            | 15:06         | Saturn IB     | AS-201   | Apollo parancsnoki és műszaki egység                           | A Saturn IB első felszállása egy személyzet nélküli Apollo űrhajóval |
| 1966. augusztus 25.          | 17:15         | Saturn IB     | AS-202   | Apollo parancsnoki és műszaki egység                           | Az Apollo űrhajó és a Saturn IB személyzet nélküli szuborbitális tesztje |
| 1967. február 21-re tervezve | Megszakítva   | Saturn IB     | Apollo–1 | Űrhajósokkal a fedélzeten Apollo parancsnoki és műszaki egység | Az űrhajóban kiütött tűz a teljes legénység halálát okozta január 27-én |
| 1968. október 11.            | 15:02         | Saturn IB     | Apollo–7 | Űrhajósokkal a fedélzeten Apollo parancsnoki és műszaki egység | Az Apollo-program első felszállása legénységgel a fedélzeten, egyben az LC–34 utolsó használata |